# Stövlabergets naturreservat
Stövlaberget är ett naturreservat nära orten Slättåkra i Halmstads kommun i Halland.
Området är 18 hektar stort och skyddat sedan 2015. Det är beläget strax norr om Slättåkra kyrka och består av ett skogklätt berg. 
Stövlaberget reser sig brant över Slissån och omgivande landskap. Den dominerande naturtypen består av ädellövskog på ett berg med blockrika sluttningar och en klippbrant mot väster. Högst upp och ned på sluttningarna står senvuxna och krokiga så kallade snoekar.  Dessa gamla ekar tillsammans med buketter av hassel utgör viktiga naturvärden. I området finns även sumpskogar med al, björk, asp och tall. 